# Plithocyon ursinus
Plithocyon ursinus — вымерший вид млекопитающих из семейства медвежьих, живших во времена миоцена (23,03—5,333 млн лет назад) в Северной Америке на территории нынешних США (штаты Монтана и Нью-Мексико). Были наземными хищными животными.
Сходен с Plithocyon armagnacensis, но был немного крупнее. Длина черепа 311 мм, ширина в скулах 201 мм. Четвёртый премоляр с небольшой внутренней долей. Длина второго моляра заметно превышает 1/2 длины первого моляра.